# Rund um Berlin 1973
Rund um Berlin 1973 war die 67. Austragung des ältesten deutschen Eintagesrennens Rund um Berlin. Es fand am 15. September über 199 Kilometer statt. Es war das erste Rennen der Rennserie Woche des internationalen Radsports der DDR. Sieger wurde Michael Schiffner.

## Rennverlauf
Start und Ziel war die Radrennbahn Berlin-Weißensee. Am Start waren 120 Radrennfahrer aus der Tschechoslowakei, Österreich, Polen, Dänemark, den Niederlanden, der Schweiz, Belgien und Italien sowie Fahrer der Sportclubs und Betriebssportgemeinschaften (BSG) der DDR.
Bei sommerlichem Wetter gab es von Beginn an eine Vielzahl von Attacken. Bei jeder Ortsdurchfahrt gab es einen Prämienspurt, was zu einem hohen Renntempo führte. Erst nach 115 Kilometern bildete sich eine Gruppe von acht Fahrern, die den Sieg unter sich ausmachten. Vorjahressieger Michael Schiffner gewann den Sprint auf der Radrennbahn knapp vor Dieter Gonschorek. 66 Fahrer erreichten das Ziel.

## Ergebnis
|     | Fahrer            | Verein/Land                | Zeit (h)  |
| --- | ----------------- | -------------------------- | --------- |
| 01. | Michael Schiffner | SC DHfK Leipzig            | 4:58:50 h |
| 02. | Dieter Gonschorek | ASK Vorwärts Leipzig       | gl. Zeit  |
| 03. | Jiří Háva         | Tschechoslowakei           | gl. Zeit  |
| 04. | Wolfgang Lötzsch  | BSG Wismut Karl-Marx-Stadt | gl. Zeit  |
| 05. | Erwin Raidt       | SC DHfK Leipzig            | gl. Zeit  |
| 06. | Michael Jelitto   | SC Cottbus                 | gl. Zeit  |
| 0 … |                   |                            |           |